# グルクロン酸転移酵素
グルクロン酸転移酵素(または、グルクロノシルトランスフェラーゼ、英: Glucuronosyl transferase)は、肝臓においてグルクロン酸抱合を行う酵素。
基質の１つであるUDP-グルクロン酸からグルクロノシル基(グルクロン酸)をもう一つの基質へと転移する化学反応を触媒する。
名称
- グルクロン酸転移酵素
- グルクロノシルトランスフェラーゼ
- グルクロノシル基転移酵素
- グルクロニルトランスフェラーゼ (英: Glucuronyl transferase)
- グルクロニドトランスフェラーゼ（英: Glucuronide transferase）
- UDP-～
- ウリジン二リン酸～

略称
- UGT
- UDPGT
- UGAT
- UDPGUTF

## 関連疾患
- クリグラー・ナジャール症候群
- ジルベール症候群

## ヒト遺伝子
- en:B3GAT1, en:B3GAT2, en:B3GAT3
- en:UGT1A1, en:UGT1A3, en:UGT1A4, en:UGT1A5, en:UGT1A6, en:UGT1A7, en:UGT1A8, en:UGT1A9, en:UGT1A10
- en:UGT2A1, en:UGT2A2, en:UGT2A3, en:UGT2B4, en:UGT2B7, en:UGT2B10, en:UGT2B11, en:UGT2B15, en:UGT2B17, en:UGT2B28